# Василь Папп
Василь Папп або Ладіслав Папп (чеськ. Vasil Papp / Ladislav Papp; нар. 20 листопада 1919, Берегове, Чехословаччина — пом. ?) — русинський футболіст, нападник та захисник.

## Життєпис
Захищав кольори «Русі» (Унґвар), яка виступала в другому за силою дивізіоні угорського чемпіонату в епоху «Горті». Разом з Цебеком Чанчіновим перейшов з ужгородського клубу до Кошиці. У чемпіонаті Чехословаччини виступав за «Єдноту» (Кошиці) (1945-1946), за яку забитими м'ячами не відзначався. З Кошице перебрався до Михайлівців, де був одним із провідних гравців команди наприкінці 1940-х — на початку 1950-х років.

## Статистика виступів у першому дивізіоні
| Рік                             | Матчі | Голи | Хвилини | Клуб              |
| ------------------------------- | ----- | ---- | ------- | ----------------- |
| I ліга 1945/46                  | –     | 0    | –       | «Єднота» (Кошиці) |
| ЗАГАЛОМ у I лізі Чехословаччини | –     | 0    | –       |                   |